# Licence Apache
Licence Apache (anglicky Apache License) je v informatice název svobodné softwarová licence, jejímž autorem je Apache Software Foundation (ASF). Licence požaduje po uživateli zachování autorství (copyright) a tzv. disclaimer, tedy zřeknutí se odpovědnosti. Jako ostatní licence tohoto druhu, i Apache umožňuje uživateli svobodné užívání softwaru k různým účelům; distribuci, upravování, následné redistribuci upravené verze softwaru, apod. To vše je možné, aniž by došlo k porušení licenčních práv.
Poslední vydanou verzí je verze s pořadovým číslem 2.0, která vyšla v lednu 2004 a je možné ji stáhnout z webové stránky Apache. Verze je kompatibilní s GPL v3 a je možno ji propojit s kódem, který má jinou licenci. Dále je kompatibilní s Debian Free Software Guidlines (DFSG). Licence je potvrzena jako svobodný software (free software) a otevřený software (open source). Po uživateli není požadován copyleft.
V říjnu 2012 na SourceForge používalo licenci Apache 8708 projektů. Na konci roku 2014 již jen 1164 projektů.

## Historie
Apache licence 1.0 byla první licencí a vztahovala se pouze na starší verze balíků Apache.
Následovala Apache license 1.1, která byla schválena ASF v roce 2000. Hlavní změna oproti první verzi byla ve článku 3: „Odvozené produkty nemusí nadále obsahovat údaje o autorovi v reklamních materiálech, ale pouze v dokumentaci.“.
V lednu 2004 přišla ASF s návrhem Apache license 2.0, která měla obsahovat návrh na zjednodušení podmínek pro projekty nespadající pod ASF, zlepšení kompatibility s GPL softwarem, umožnění zahrnout licenci odkazem a ne přímo v každém souboru atd.

## Kompatibilita s GPL
Nadace Apache Software Foundation a Free Software Foundation se usnesly, že Apache license 2.0 je tzv. licence svobodného softwaru kompatibilní s GNU GPL verze 3. Z toho vyplývá, že GPL verze 3 a licence Apache 2.0 mohou být libovolně kombinované a to v takovém rozsahu, aby výsledný software byl licencován pod GPL verzí 3. Free Software Foundation uvádí, že všechny verze Apache licence jsou nekompatibilní s předchozími verzemi GPL (tedy s GPLv1 a GPLv2).

## Licenční podmínky
Licence Apache je považována za tolerantní v tom smyslu, že po odvozených softwarových projektech nebo modifikacích originálního softwaru nepožaduje, aby byly distribuovány pod stejnou licencí. Opět tedy hovoříme o copyleftu. Licence však stále vyžaduje zachování všech nemodifikovaných částí.
Pokud originál obsahuje soubor s NOTICE text, pak i modifikované verze musí tento text obsahovat. Obsah tohoto textu nemůže upravovat samotné znění licence.